# Liste der Krankenhäuser in Dresden
Die Liste der Krankenhäuser und Kliniken in Dresden enthält aktuelle, historische, privat geführte und öffentlich-rechtlich geführte Krankenhäuser in der sächsischen Landeshauptstadt Dresden sowie den angeschlossenen Einrichtungen des Umlands.

## Krankenhausträger

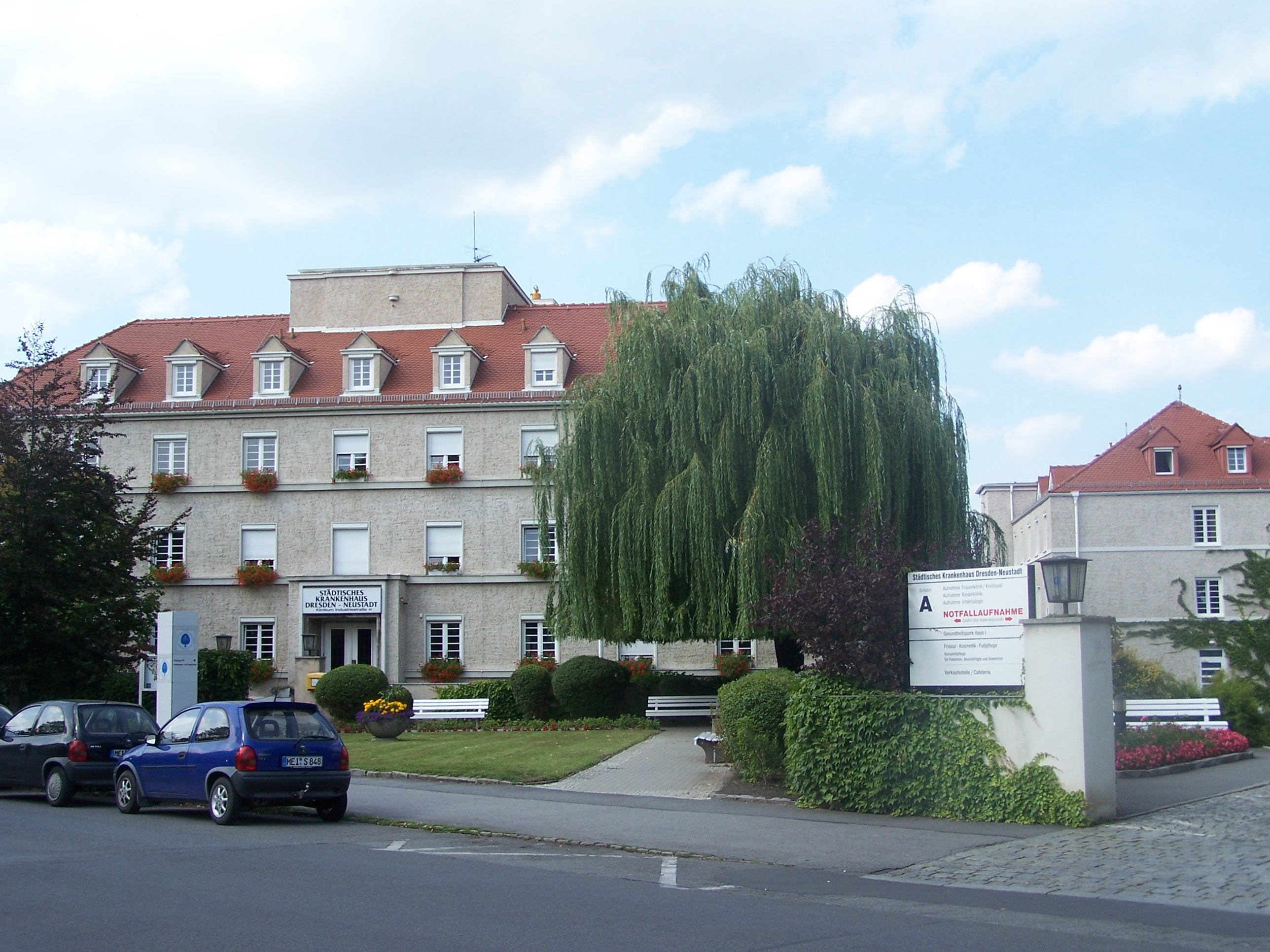
Standort Neustadt/Trachau

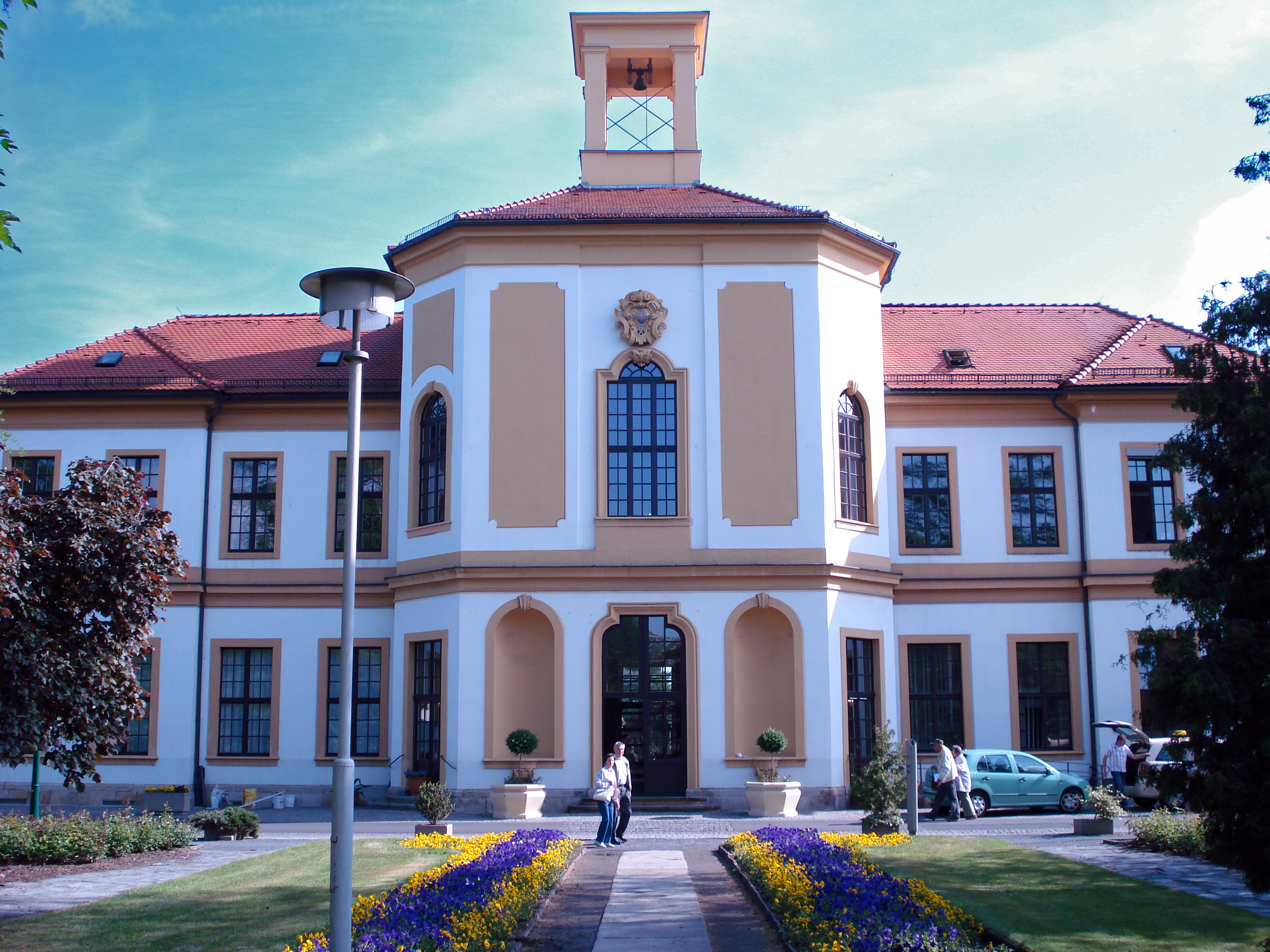
Palais Brühl-Marcolini – Städtisches Klinikum Dresden, Standort Friedrichstadt

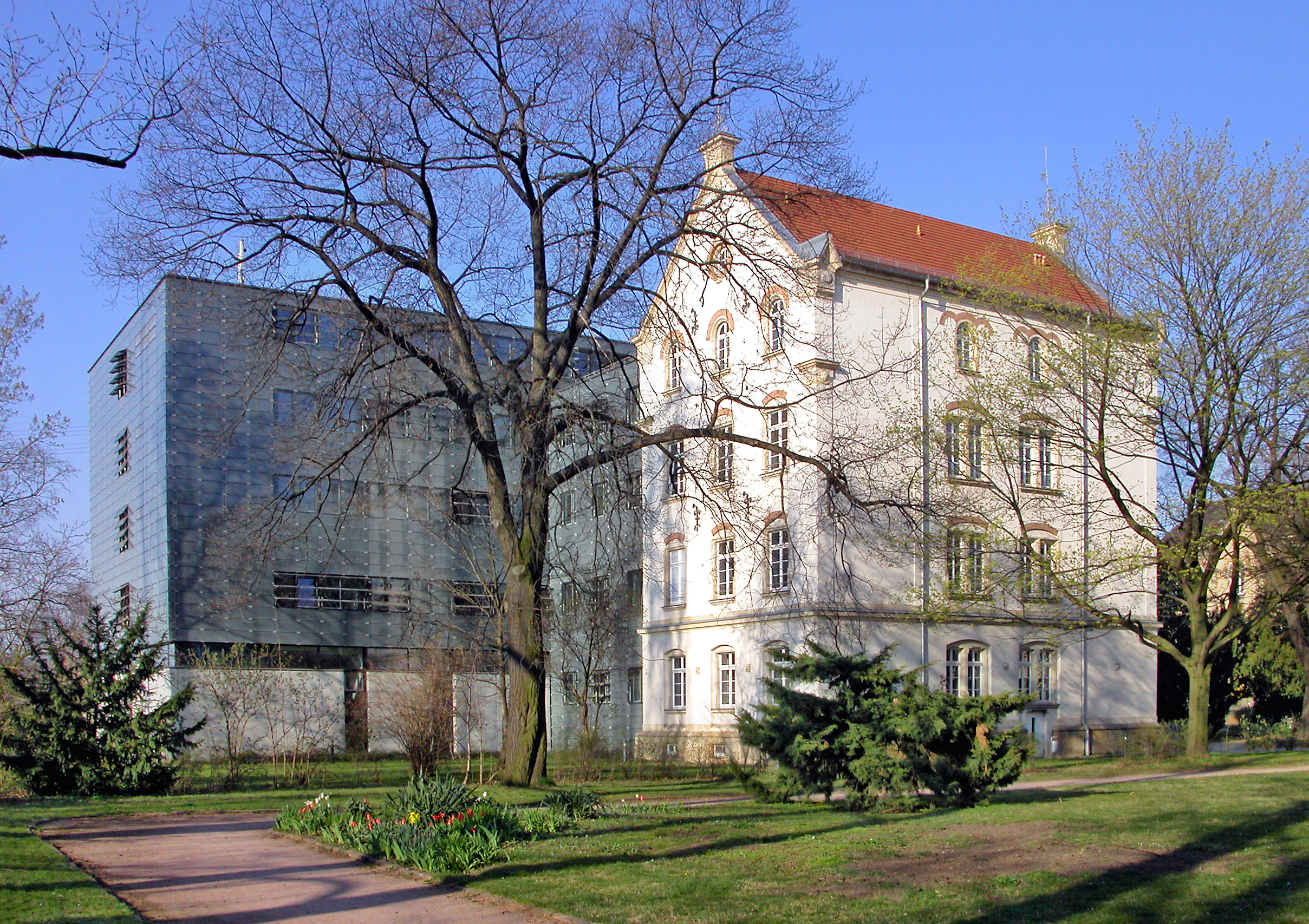
Städtisches Klinikum Dresden, Standort Löbtau, Geriatrische Rehabilitationsklinik Altonaer Str. 2a

### Städtisches Klinikum Dresden
- Standort Friedrichstadt (ehemals Krankenhaus Dresden-Friedrichstadt)
  - ehemalige Tuberkulosestation, siehe Kurhaus Wettin in Radebeul-Oberlößnitz
  - ehemalige Geriatriestation, siehe Kurhaus Wettin in Radebeul-Oberlößnitz

- Standort Neustadt/Trachau (ehemals Krankenhaus Dresden-Neustadt)
  - ehemaliges Schwesternwohnheim, siehe Fiedlerhaus in Radebeul-Oberlößnitz
  - ehemalige Kinderheilstätte, siehe Kurhaus Wettin in Radebeul-Oberlößnitz

- Standort Weißer Hirsch (ehemals Klinik für Psychosomatik und Psychotherapie)

- Standort Löbtau (ehemals Stadtkrankenhaus Löbtau an der Löbtauer Straße, später nur Pflegeheim, als Klinik nach 2006 reaktiviert)

### Universitätskrankenhäuser (staatlich)
- Universitätsklinikum Carl Gustav Carus Dresden (ehemaliges Stadtkrankenhaus Johannstadt)
  - Mildred-Scheel-Haus
  - Chirurgische Klinik (Dresden)
  - ehemalige Lungenheilstätte, siehe Fiedlerhaus in Radebeul-Oberlößnitz

### Krankenhäuser anderer öffentlicher Trägerschaften und Ähnliches (Stiftungen,gemeinnützige GmbHsusw.)
- Diakonissenanstalt Dresden
  - ehemaliges Siechenhaus, siehe Diakonissenanstalt Bethesda in Radebeul-Niederlößnitz
- St. Joseph-Stift, Dresden-Johannstadt
- St.-Marien-Krankenhaus, Dresden-Klotzsche

### Krankenhäuser in privater Trägerschaft
- Klinik Bavaria in Kreischa bei Dresden

### Historische Krankenhäuser
- Maternihospital
- Bartholomäus-Hospital
- Jacobshospital
- Lahmann-Sanatorium auf dem Weißen Hirsch
- Möller-Sanatorium in Oberloschwitz
- Weidner-Sanatorium (später u. a. Humaine-Klinik, Helios-Klinik) in Loschwitz/Wachwitz, 1916–2010